# 坎波迪皮耶特拉
坎波迪皮耶特拉（義大利語：Campodipietra），是意大利坎波巴索省的一个市镇。总面积19平方公里，人口2550人，人口密度134.2人/平方公里（2009年）。ISTAT代码为070008。